# 생방송 퀴즈가 좋다
《생방송 퀴즈가 좋다》는 MBC TV에서 1999년 10월 23일부터 2004년 10월 10일까지 방송되었던 퀴즈 프로그램이다.

## 방송 시간
| 방송 채널 | 방송 기간                           | 방송 시간                            |
| --------- | ----------------------------------- | ------------------------------------ |
| MBC TV    | 1999년 10월 23일 ~ 1999년 11월 27일 | 매주 토요일 저녁 7시 ~ 8시           |
| MBC TV    | 2000년 2월 26일 ~ 2000년 5월 13일   | 매주 토요일 저녁 7시 ~ 8시           |
| MBC TV    | 1999년 12월 4일                     | 토요일 오후 5시 55분 ~ 7시 50분      |
| MBC TV    | 1999년 12월 11일 ~ 2000년 2월 19일  | 매주 토요일 저녁 6시 50분 ~ 7시 50분 |
| MBC TV    | 2000년 5월 21일 ~ 2004년 10월 10일  | 매주 일요일 오후 5시 10분 ~ 6시      |

## 진행 방식

### 1999년 후반 ~ 2000년 초반
- 12단계로 진행되며, 1단계부터 8단계까지 객관식과 9단계부터 12단계까지 주관식 문제로 구성되어 있다.
- 문제를 맞혀야 계속 도전이 가능하며, 도중에 탈락하면 그 전 단계까지 성공하였던 상금을 가져간다.

### 2000년 초반 ~ 2004년 초반
- 10단계로 진행되며 1단계부터 5단계까지 객관식과 6단계부터 10단계까지 주관식 문제로 구성되어 있다.
- 단, 주관식 문제의 경우 6단계는 바로 도전할 수 있으며, 7단계부터 제시어를 보고 도전할 것인지 말 것인지를 선택한다.
- 도전했을 때 만약에 실패하면 5단계까지 성공하였던 상금을 가져가고 도전을 포기했을 때는 그 전 단계까지 성공하였던 상금을 가져간다.

### 2004년 초반 이후
- 출연자 20명에게 스피드 퀴즈가 출제되며, 가장 빨리 맞힌 2명이 무대로 나와 1대1 퀴즈 대결을 펼친다.
- 2명의 대결이 끝나고 다시 같은 형식으로 2명을 뽑는다.
- 도전자로 뽑히지 못한 사람은 연속해서 2번 나올 수 있다.
- 형식은 예전과 동일하며, 1단계 문제를 맞힌 사람이 문제를 맞히지 못할 때까지 계속 도전할 수 있는 권한이 주어진다.
- 대결은 두 사람이 모두 못 맞힐 때까지 계속되며, 높은 단계의 문제를 맞힌 사람이 승자가 된다.
- 승자는 맞힌 전 단계의 상금을 가져가며, 나머지 한 명은 객관식 통과시 50만 원과 객관식을 통과하지 못할 시 10만 원이 지급된다.

## 상금
참가자들이 각 단계를 통과할 때마다 받을 수 있는 상금은 아래와 같다.
| 1999년 후반 ~ 2000년 초반 | 1999년 후반 ~ 2000년 초반 | 1999년 후반 ~ 2000년 초반 | 2000년 초반 ~ 2002년 | 2000년 초반 ~ 2002년 | 2000년 초반 ~ 2002년 | 2002년 ~ 2004년 | 2002년 ~ 2004년 | 2002년 ~ 2004년 |
| 단계                      | 상금                      | 성금                      | 단계                 | 상금                 | 성금                 | 단계            | 상금            | 성금            |
| ------------------------- | ------------------------- | ------------------------- | -------------------- | -------------------- | -------------------- | --------------- | --------------- | --------------- |
| 1단계                     | 1만 원                    | 5천 원                    | 1단계                | 2만 원               | 1만 원               | 1단계           | 5만 원          | 2만 5천 원      |
| 2단계                     | 2만 원                    | 1만 원                    | 2단계                | 5만 원               | 2만 5천 원           | 2단계           | 10만 원         | 5만 원          |
| 3단계                     | 4만 원                    | 2만 원                    | 3단계                | 10만 원              | 5만 원               | 3단계           | 20만 원         | 10만 원         |
| 4단계                     | 8만 원                    | 4만 원                    | 4단계                | 20만 원              | 10만 원              | 4단계           | 40만 원         | 20만 원         |
| 5단계                     | 16만 원                   | 8만 원                    | 5단계                | 50만 원              | 25만 원              | 5단계           | 80만 원         | 40만 원         |
| 6단계                     | 32만 원                   | 16만 원                   | 6단계                | 100만 원             | 50만 원              | 6단계           | 150만 원        | 75만 원         |
| 7단계                     | 64만 원                   | 32만 원                   | 7단계                | 200만 원             | 100만 원             | 7단계           | 300만 원        | 150만 원        |
| 8단계                     | 128만 원                  | 64만 원                   | 8단계                | 500만 원             | 250만 원             | 8단계           | 500만 원        | 250만 원        |
| 9단계                     | 250만 원                  | 125만 원                  | 9단계                | 1000만 원            | 500만 원             | 9단계           | 1000만 원       | 500만 원        |
| 10단계                    | 500만 원                  | 250만 원                  | 10단계               | 2000만 원            | 1000만 원            | 10단계          | 3000만 원       | 1500만 원       |
| 11단계                    | 1000만 원                 | 500만 원                  |                      |                      |                      |                 |                 |                 |
| 12단계                    | 2000만 원                 | 1000만 원                 |                      |                      |                      |                 |                 |                 |

## 찬스
- 참가자들은 문제를 푸는 동안 객관식과 주관식에서 한 번씩 찬스를 사용할 수 있으며, 마지막 문제에서는 찬스 사용이 불가능하다.
- 녹화 방송을 할 때는 ARS 찬스와 전화 찬스를 사용할 수 없다.

### 객관식
- ARS 찬스 : 30초 동안 시청자들이 정답을 선택한 다음 결과를 보고 답을 선택한다.
- 지우개 찬스 : 오답인 보기 2개를 골라서 정답 확률을 50%로 높이는 기회가 주어진다.

### 주관식
- 전화 찬스 : 30초 동안 지인에게 전화를 걸어 답을 물어본다.
- 인터넷 찬스 : 40초 동안 인터넷으로 정답을 검색한다.

## 역대 퀴즈의 달인
예전까지의 퀴즈의 달인 최고 상금은 3000만원이다. 직업은 방송 당시를 기준으로 한다. 퀴즈의 달인이 탄생하는 순간에는 스콜피언스의 노래 〈Moment of Glory〉가 연주되었다.
| 역대        | 이름   | 직업                        | 회차        | 방송일                   | 상금액수(만) | 비고                                                                                     |
| ----------- | ------ | --------------------------- | ----------- | ------------------------ | ------------ | ---------------------------------------------------------------------------------------- |
| 1대         | 박상연 | 중앙대학교 대학원생         | 3회         | 1999년 11월 6일          | 2,000        | 12단계 도전 성공(당시 규칙), 홍진석 왕중왕전 출연                                        |
| 1대         | 홍진석 | 중앙대학교 대학원생         | 3회         | 1999년 11월 6일          | 2,000        | 12단계 도전 성공(당시 규칙), 홍진석 왕중왕전 출연                                        |
| 1대         | 김현준 | 중앙대학교 대학원생         | 3회         | 1999년 11월 6일          | 2,000        | 12단계 도전 성공(당시 규칙), 홍진석 왕중왕전 출연                                        |
| 2대         | 지일환 | 여행작가                    | 12회        | 2000년 1월 8일           | 2,000        | 지일환 왕중왕전 출연                                                                     |
| 2대         | 지문환 | 미쓰이 물산사원             | 12회        | 2000년 1월 8일           | 2,000        | 지일환 왕중왕전 출연                                                                     |
| 3대         | 송준용 | 문산북중학교 교사           | 24회        | 2000년 4월 8일           | 2,000        | 송미나 왕중왕전 출연                                                                     |
| 3대         | 송미나 | 한양대학교 3학년            | 24회        | 2000년 4월 8일           | 2,000        | 송미나 왕중왕전 출연                                                                     |
| 4대         | 이동민 | Amex은행 자금부 부장        | 36회        | 2000년 7월 2일           | 2,000        | 10단계 도전 성공                                                                         |
| 5대         | 양우진 | 페이퍼 커뮤니케이션 차장    | 37회        | 2000년 7월 9일           | 2,000        |                                                                                          |
| 6대         | 배성민 | 한국증권업협회 사원         | 42회        | 2000년 8월 13일          | 2,000        |                                                                                          |
| 7대         | 강지훈 | 전북대학교병원 의사         | 48회        | 2000년 10월 15일         | 2,000        |                                                                                          |
| 8대         | 강준규 | 고려대학교 일문과 4학년     | 49회        | 2000년 10월 22일         | 2,000        | 2주 연속 퀴즈의 달인 탄생                                                                |
| 9대         | 하종원 | 현대자동차 연구원           | 49회        | 2000년 10월 22일         | 2,000        | 최초의 2명 연속 퀴즈의 달인 탄생                                                         |
| 10대        | 황태정 | 연세대학교 박사과정         | 50회        | 2000년 10월 29일         | 2,000        | 3주 연속 퀴즈의 달인 탄생                                                                |
| 2000 왕중왕 | 이동민 | Amex은행 자금부 부장        | 59회        | 2000년 12월 31일         | 2,000        | 결승전에서 강준규와 대결, 왕중왕전 우승                                                  |
| 11대        | 정해권 | 산업자원부                  | 65회        | 2001년 2월 11일          | 2,000        |                                                                                          |
| 12대        | 조경수 | 학원 강사                   | 75회        | 2001년 4월 22일          | 2,000        | 74회 출연, 3단계까지 정답 맞추고 75회에서 4단계부터 시작                                 |
| 13대        | 유영하 | 주부                        | 77회        | 2001년 5월 6일           | 2,000        | 76회 출연, 5단계까지 정답 맞추고 77회에서 6단계부터 시작                                 |
| 14대        | 주옥희 | 취업준비중                  | 85회        | 2001년 7월 1일           | 2,000        |                                                                                          |
| 15대        | 안재명 | 한국항공우주연구원          | 91회        | 2001년 8월 12일          | 2,000        |                                                                                          |
| 16대        | 한혜민 | 서울대학교 국민윤리교육과   | 100회       | 2001년 10월 14일         | 2,000        | 100회 특집 그 100명의 도전, 결승전에서 이한준(청솔중학교 1학년) 군과의 대결에서 우승     |
| 17대        | 이종석 | 진단방사선과 전문의         | 105회       | 2001년 11월 18일         | 2,000        |                                                                                          |
| 18대        | 윤자복 | 이비인후과 전문의           | 110회       | 2001년 12월 23일         | 2,000        |                                                                                          |
| 19대        | 안길한 | 포항공과대학교 전자과 2학년 | 111회       | 2001년 12월 30일         | 2,000        | 송년 특집, 2주 연속 퀴즈의 달인 탄생                                                     |
| 20대        | 박대기 | 서울대학교 행정대학원       | 113회       | 2002년 1월 13일          | 2,000        | 현 KBS 기자                                                                              |
| 21대        | 장혜수 | 주부                        | 130회       | 2002년 5월 26일          | 3,000        | 129회 출연, 8단계까지 정답 맞추고 130회에서 9단계부터 시작                               |
| 22대        | 이화준 | (주)삼성테크윈              | 131회       | 2002년 6월 30일          | 3,000        | 2주 연속 퀴즈의 달인 탄생                                                                |
| 23대        | 윤강욱 | 공무원                      | 133회       | 2002년 7월 14일          | 3,000        |                                                                                          |
| 2002 왕중왕 | 박대기 | 서울대학교 행정대학원       | 142회~143회 | 2002년 9월 15일~9월 22일 | 3,000        | 제2대 왕중왕전 특집으로 2주간 편성, 결승전에서 이화준(삼성테크윈)을 누르고 왕중왕전 우승 |
| 24대        | 정해진 | 프리랜서 번역가             | 148회       | 2002년 11월 3일          | 3,000        |                                                                                          |
| 25대        | 최영진 | 프로그래머                  | 151회       | 2002년 11월 24일         | 3,000        |                                                                                          |
| 26대        | 문동환 | 해군 중사                   | 158회       | 2003년 1월 12일          | 3,000        |                                                                                          |
| 27대        | 이동석 | 연세대학교 경영학과         | 167회       | 2003년 3월 23일          | 3,000        |                                                                                          |
| 28대        | 양석준 | LG마트 고양점               | 211회       | 2004년 2월 15일          | 3,000        | 시즌 1 마지막 퀴즈의 달인                                                                |
| 29대        | 이순재 | 주부                        | 6회         | 2004년 6월 13일          | 3,000        | 시즌 2 첫번째 퀴즈의 달인                                                                |
| 30대        | 김정원 | 시몬텍                      | 9회         | 2004년 7월 4일           | 3,000        |                                                                                          |
| 31대        | 박정수 | 의무 소방원                 | 13회        | 2004년 8월 1일           | 3,000        |                                                                                          |
| 32대        | 진용호 | 부산교육대학교 과학교육과   | 17회        | 2004년 9월 12일          | 3,000        | 마지막 퀴즈의 달인                                                                       |

## 결방 사유 및 편성 변경

### 2000년
- 2월 5일 : 설날 특집 편성으로 인한 결방.
- 9월 10일 : 2000 시드니 하계 올림픽 남북한 동시 입장 관련 MBC 뉴스특보 편성으로 인한 결방.
- 9월 17일 : 2000 시드니 하계 올림픽 중계방송으로 인한 결방.
- 10월 1일 : 2000 시드니 하계 올림픽 폐회식 중계방송으로 인한 결방.

### 2002년
- 4월 21일 : 월드컵 D-40 기념 드림콘서트 편성으로 인한 결방.
- 4월 28일 : MBC 뉴스특보 <남북이산가족 금강산 상봉> 편성으로 인한 결방.
- 6월 2일 ~ 6월 23일 : 2002 한일 FIFA 월드컵 중계방송으로 인한 결방.
- 10월 6일 : 2002 부산 아시안 게임 중계방송으로 인한 결방.

### 2003년
- 2월 2일 : 설날특집 가수극장 <가문의 영광> 편성으로 인한 결방.
- 10월 12일 : 미주 이민 100주년 기념 뉴욕 한인 대축제 편성으로 인한 결방.

### 2004년
- 1월 25일 : 설날특집 <퀴즈 행운을 잡아라> 편성으로 인한 결방.
- 8월 22일 ~ 8월 29일 : 2004 아테네 하계 올림픽 중계방송으로 인한 결방.

## 기타
- 상품이 걸려 있는 문제가 나오는 경우 이를 맞히는 참가자들은 해당 상품을 받게 된다.
- 총 상금의 절반은 불우이웃 성금으로 쓰이게 된다.
- 영화 《위대한 유산》에서 장미영(김선아)이 참가한 퀴즈 프로그램으로 등장하기도 하였다.